# Ремаксол
Ремаксол (лат. Remaxol) — инфузионный гепатопротектор, представляющий собой комплекс физиологически активных компонентов — янтарной кислоты, метионина, инозина и никотинамида. Применяется у больных с нарушениями функций печени вследствие её острого или хронического повреждения (токсические, алкогольные, лекарственные гепатиты); в комплексном лечении вирусных гепатитов (дополнительно к этиотропной терапии).

## Механизм действия
Под действием препарата ускоряется переход анаэробных процессов в аэробные, улучшается энергетическое обеспечение гепатоцитов, увеличивается синтез макроэргов, повышается устойчивость мембран гепатоцитов к перекисному окислению липидов, восстанавливается активность ферментов антиоксидантной защиты.
Ремаксол снижает цитолиз, что проявляется в снижении индикаторных ферментов: аспартатаминотрансфераз, аланинаминотрансфераз.
Ремаксол способствует снижению билирубина и его фракций, улучшает экскрецию прямого билирубина в желчь. Снижает активность экскреторных ферментов гепатоцитов — щелочной фосфатазы и гамма-глютамилтранспептидазы, способствует окислению холестерина в желчные кислоты.

## Терапевтическое применение
Может быть показан к применению при диффузных поражениях печени различной этиологии: алкогольная болезнь печени, неалкогольная жировая болезнь печени, токсические поражения печени (последствия химиотерапии, воздействия токсинов и ядов), а также в комплексной терапии вирусных гепатитов (как дополнение этиотропной терапии и для купирования нежелательных явлений основной линии).
Может применяться в реаниматологии при синдроме полиорганной недостаточности, периоперационное применение при операциях на областях брюшной полости с целью поддержки функций печени.
Во фтизиатрии и онкологии может применяться с целью предотвращения или купирования токсических поражений печени и для возможности прохождения курса терапии основной линии.
В дерматологии может быть показан для улучшения обмена тиолов и сульфидов, улучшения результата облегчения псориаза.
В наркологии - при лечении от отравлений различными веществами и гепатотропными ядами, в т.ч. снижаем вероятность развития алкогольного делирия.
В психиатрии может применяться при алкогольном абстинентном синдроме, в т.ч. снижает тягу к алкоголю в раннем периоде реабилитации.
При циррозах печени может быть показан для улучшения функционального состояния печени.

## Применение

### Показания
Нарушения функции печени вследствие её острого или хронического повреждения (токсические, алкогольные, лекарственные гепатиты);
в комплексном лечении вирусных гепатитов (дополнительно к этиотропной терапии).

### Противопоказания
Препарат Ремаксол имеет следующие противопоказания:
- индивидуальная непереносимость компонентов препарата;
- беременность;
- период лактации;
- детский возраст

Следует применять с осторожностью при нефролитиазе, подагре, гиперурикемии.

### Побочные действия
Возможно возникновение аллергических реакций: сыпи и кожного зуда (устраняются применением антигистаминных препаратов).
Быстрое введение раствора может спровоцировать гиперемию кожных покровов различной степени выраженности, чувство жара, першение в горле, сухость во рту. Такие реакции не требуют отмены препарата.
Изредка проявляются: головная боль и головокружение, тошнота.
Может понизиться концентрация глюкозы и увеличиться содержание мочевой кислоты в крови (ввиду активации препаратом аэробных процессов в организме).